# Гаврилов, Юрий Георгиевич
Юрий Георгиевич Гаврилов (род. 25 марта 1948) — Заслуженный мастер спорта СССР (хоккей с мячом), трёхкратный чемпион мира.

## Биография
Ю. Г. Гаврилов — воспитанник ульяновского хоккея с мячом. Выступал за команды «Старт» (Горький) «Волга» (Ульяновск) и СКА (Хабаровск).
Привлекался в сборную СССР, в составе которой трижды стал чемпионом мира.

## Тренерская карьера
С 1981 года на тренерской работе.
1981/82-1983/84 — тренер «Старта» (Горький) 

1984/85 — 1986/87 — старший тренер «Ракеты» (Казань), 

1987/88-1993/94 — старший тренер «Старта» (Горький) 

Второй тренер молодёжной сборной СССР 1990 года. При его участии молодёжная сборная СССР стала чемпионом мира 1990 года.
1994/95 — главный тренер «Молилла ГИФ» (Швеция); 

1998/99 — главный тренер «Ракеты» (Казань); 

1999/2000 — 2000/2001 — старший тренер «Водника» (Архангельск); 

2001/2002 — главный тренер «Волги-УАЗ» (Ульяновск); 

2002/2003 — тренер «Зоркого» (Красногорск); 

2004/2005 — главный тренер «Стьернана» (Швеция); 

2007/08 — главный тренер «Динамо-Сыктывкар» (Сыктывкар). 

С сезона 2011/12 — тренер «Старта-2» 

## Достижения
— Серебряный призёр чемпионата СССР — 1972, 1980 

В списке 22 лучших игроков сезона — 1974, 1975, 1976, 1977, 1978, 1979, 1980, 1981
 — Чемпион мира — 1975, 1977, 1979